# Jezioro Pawłowskie
Jezioro Pawłowskie – jezioro położone w Kotlinie Warszawskiej, w starorzeczu Wisły, (powiat warszawski zachodni, województwo mazowieckie) w odległości 1 km na północ od centrum Łomianek.
Jezioro zasilane jest bezimienną, okresowo wysychającą strugą, zasilającą też inne jeziora w Gminie Łomianki, jest przykładem zachowanego starorzecza. Jezioro jest wąską rynną o długości około 200-250 metrów, otoczone pasem roślinności szuwarowej. 
Jezioro znajduje się na północ od ulicy Pawłowskiej i dochodzi do niego m.in. ulica Jeziorna. Ten zbiornik wodny w związku z przylegającą do niego coraz liczniejszą zabudową małomiasteczkową i podmiejską, podlega silnym wahaniom lustra wody.